# Tjernogorsk
Tjernogorsk (ryska Черного́рск, khakasiska Харатас) är en stad i Chakassien i Ryssland. Staden har 73 825 invånare år 2015.